# Михаэли, Анастасия
Анастасия Йеудит Михаэли (ивр. אנסטסיה מיכאלי‎), урождённая Анастасия Владимировна Михалевская (род. 12 июля 1975, Ленинград) — израильский общественный деятель, политик, депутат Кнессета 18-го созыва от фракции «Наш дом — Израиль».

### Биография
Анастасия родилась 12 июля 1975 года в городе Ленинград, СССР, ныне Санкт-Петербург.
Отец, Владимир Павлович Михалевский (1946), был начальником радиостанции на судах дальнего плавания Балтийского Морского Пароходства (БМП). Мама, Лидия Стефановна Михалевская (1945—2018), работала воспитателем детского сада. Переквалифицировавшись, работала учительницей сначала младших классов, а позже преподавательницей русского и литературы. Получила почетное звание заслуженного учителя. Выйдя на пенсию, родители Анастасии переехали жить в деревню в Новгородскую область. Старший брат Михаэли, Андрей Владимирович Михалевский (1966), проживает в Санкт-Петербурге с женой и двумя детьми.
С раннего детства Анастасия увлекалась разными видами спорта: бегом с барьерами, прыжками в высоту, баскетболом. С 1986 года серьёзно занималась лыжными гонками.
Окончив английскую спецшколу в 1992 году, Анастасия поступила в Санкт-Петербургский государственный университет телекоммуникаций имени профессора М.А. Бонч-Бруевича, бывший Ленинградский электротехнический институт связи (ЛЭИС), на факультет многоканальной электросвязи. Во время учёбы Анастасия заняла первое место на конкурсе красоты «Топ-модель Санкт-Петербурга 1995», а также 2-е место в международном конкурсе «Мисс Северная Пальмира», после чего по контракту улетела работать на год в Париж во Францию, взяв академический отпуск. Вернувшись через год, закончила учёбу, получив диплом инженера электросвязи по специальности «Многоканальная электрическая связь».
В 1997 году вышла замуж за израильтянина, уроженца Латвии Иосифа Самуэльсона и уехала на постоянное проживание в Израиль.  Прошла ортодоксальный гиюр. У супругов 8 детей.

### Работа на телевидении 2002—2008
В 2002 году Анастасия начала работать телеведущей на новом израильском русскоязычном 9 канале (канале  «Израиль Плюс»). Первые три года вела одну из наиболее популярных развлекательных передач «Прелести жизни» вместе с актёром Михаилом Теплицким. С мая 2006 года стала ведущей утренней программы «Новый день» вместе с Владом Зерницким. В 2006 году снялась в израильском сериале режиссёра Ури Барабаша «Резервисты» (2-й канал ИТВ) и в российско-израильском сериале «Билет в гарем», который транслировался на российском канале РТР.
С 2007 года начала сотрудничать с рекламным агентством BBR International на должности советника по маркетингу. Опрос, проведённый BBR, показал, что Михаэли симпатизируют свыше 80 % репатриантов, и, по мнению маркетологов, столь высокая популярность станет залогом успешного сотрудничества агентства с Михаэли.

### Общественная и политическая деятельность
С 2005 года являлась членом совета в проекте «Дома вместе» по поддержке новых репатриантов еврейского агентства  во главе с Офрой Штраус. В 2006 году баллотировалась в Кнессет 17-го созыва от партии «Кадима», но не прошла в состав парламента. С 2006 была членом сионистского конгресса в Израиле.
В 2008 году лидер партии «Наш дом Израиль» Авигдор Либерман предложил Анастасии присоединиться к его списку на выборах в Кнессет 18-го созыва. Михаэли заняла 9 место в списке. По итогам выборов 10 февраля 2009 года партия «Наш дом Израиль» стала третьей по величине партией, получив 15 мандатов. Михаэли стала депутатом Кнессета.

### Деятельность вКнессете 18-го созыва
- Должности в комиссиях
  - Член комиссии по образованию, культуре и спорту[11];
  - Член комиссии по вопросам государственного контроля[12];
  - Член комиссии по поддержке статуса женщины[13];
  - Член комиссии по делам второго управления радио и телевещания;
  - Член подкомиссии по борьбе с торговлей женщинами.
- Должности в лобби
  - Член лобби в поддержку высоких технологий в Израиле;
  - Член лобби по борьбе с коррупцией государственной администрации;
  - Член лобби для помощи женщинам и матерям в трудоустройстве;
  - Член лобби в защиту инвалидов Армии Обороны Израиля, семей, потерявших своих близких, вдов и сирот[14];
  - Член лобби в Кнессете для продвижения контактов с христианскими общинами в мире;
  - Член лобби туризма в Израиле[15];
  - Член лобби по культуре;
  - Член лобби для продвижения спорта в Израиле;
  - Член лобби по продвижению общественной дипломатии Израиля;
  - Член лобби для продвижения образования;
  - Председатель лобби по защите прав семьи[16][17][18].
- Международная деятельность
  - Председатель дружественных парламентских групп: Эстония-Израиль, Австрия-Израиль, Швейцария-Израиль.

В 2012 году, после завершения каденции, сделала перерыв от общественной деятельности, и посвятила своё время образованию, семье и детям.
В 2018 году Михаэли участвовала в муниципальных выборах от списка «Наш Дом Ришон», представляющего в городе Ришон Ле-цион партию «Наш дом Израиль».